# Llac Bartogai
El llac Bartogai (en kazakh: Бартоғай бөгені) és un embassament que està situat a la Província d'Almati, al Kazakhstan.
Com que està lluny de qualsevol font de contaminació, s'ha mantingut relativament net. Va ser construït a principis dels vuitanta sobre el riu Xilik a la base de l'altiplà de Sogety (turons de Syugaty) com a part d'un projecte de reg. La presa es va completar el 1983 i el lloc va entrar en funcionament el 1985. Recull aigua durant l'hivern i la primavera i allibera aigua per regar de juny a setembre.
Es permet la pesca recreativa al llac i en el corrent de sortida en determinats moments de l'any. Els animals de la zona que s'inclouen són les marmotes.